# Golovino
Golovino (in lingua russa Головино) è un centro abitato dell'Oblast' autonoma ebraica, situato nel Birobidžanskij rajon.